# Црква Преноса моштију Светог Николе „Мала-Горња”
Црква Преноса моштију Светог Николе „Мала-Горња” се налази у месту Долову у општини Панчево, подигнута је 1888. године и убраја се у заштићена непокретна културна добра као споменик културе од великог значаја.
Црква је изграђена као неокласицистичка грађевина мањих димензија, на месту старије цркве из 1765. године која је срушена 1877. године. Мирна и отмена фасадна декорација, са полукружним слепим нишама и низом аркада на конзолама, ствара утисак старе ренесансне палате. Подједнако је обраћена пажња на вертикалну и хоризонталну поделу архитектонске пластике. Западно прочеље је надвишено звоником на коме је, са изузетком барокно-рокајних линија кровног венца, поновљена неокласицистичка декорација.
Иконостас је изграђен према пројекту Драгише Милутиновића, за који је сликану декорацију извео 1901. године Паја Јовановић. То је једна од ретких религиозних целина у Јовановићевом опусу. Претпоставља се да су зидне слике у олтару и наосу рад неког од ученика Јосифа Гојгнера.
Конзерваторски радови су извођени 1968. и 1972. године а током 2006. године урађена је реконструкција фасаде.